# ياسر أبو بكر
ياسر أبو بكر لاعب كرة قدم قطري مجنس.

## مسيرة اللاعب
لعب سابقاً مع نادي السيلية ونادي الجيش ونادي السد والنادي العربي والنادي الأهلي.

## روابط خارجية
- ياسر أبو بكر على موقع Soccerway.com (الإنجليزية)